# Aardbeving Luzon 2022
De aardbeving op Luzon in 2022 was op 27 juli 2022 op 13 kilometer ten zuidoosten van Dolores in het noorden van het eiland Luzon op de Filipijnen.
De beving had een kracht van 7,1.
In 1990 was er op Luzon een beving met de kracht van 7,8, waarbij ongeveer 1600 mensen omkwamen.